# Kolašin (kommunhuvudort i Montenegro)
Kolašin (serbiska: Колашин, albanska: Koloshini) är en kommunhuvudort i Montenegro. Den ligger i kommunen Opština Kolašin, i den centrala delen av landet. Kolašin ligger 936 meter över havet och antalet invånare är 2 989.
Terrängen runt Kolašin är kuperad åt sydost, men åt nordväst är den bergig. Kolašin ligger nere i en dal. I omgivningarna runt Kolašin växer i huvudsak lövfällande lövskog och några ängar.